# Uroobovella kraussei
Uroobovella kraussei es una especie de arácnido del orden Mesostigmata de la familia Urodinychidae.

## Distribución geográfica
Se encuentra en Polonia y Alemania.